# Skarpbergstjärnarna (Ströms socken, Jämtland, 707093-150603)
Skarpbergstjärnarna är en sjö i Strömsunds kommun i Jämtland och ingår i Ångermanälvens huvudavrinningsområde.